# Las Tumanas

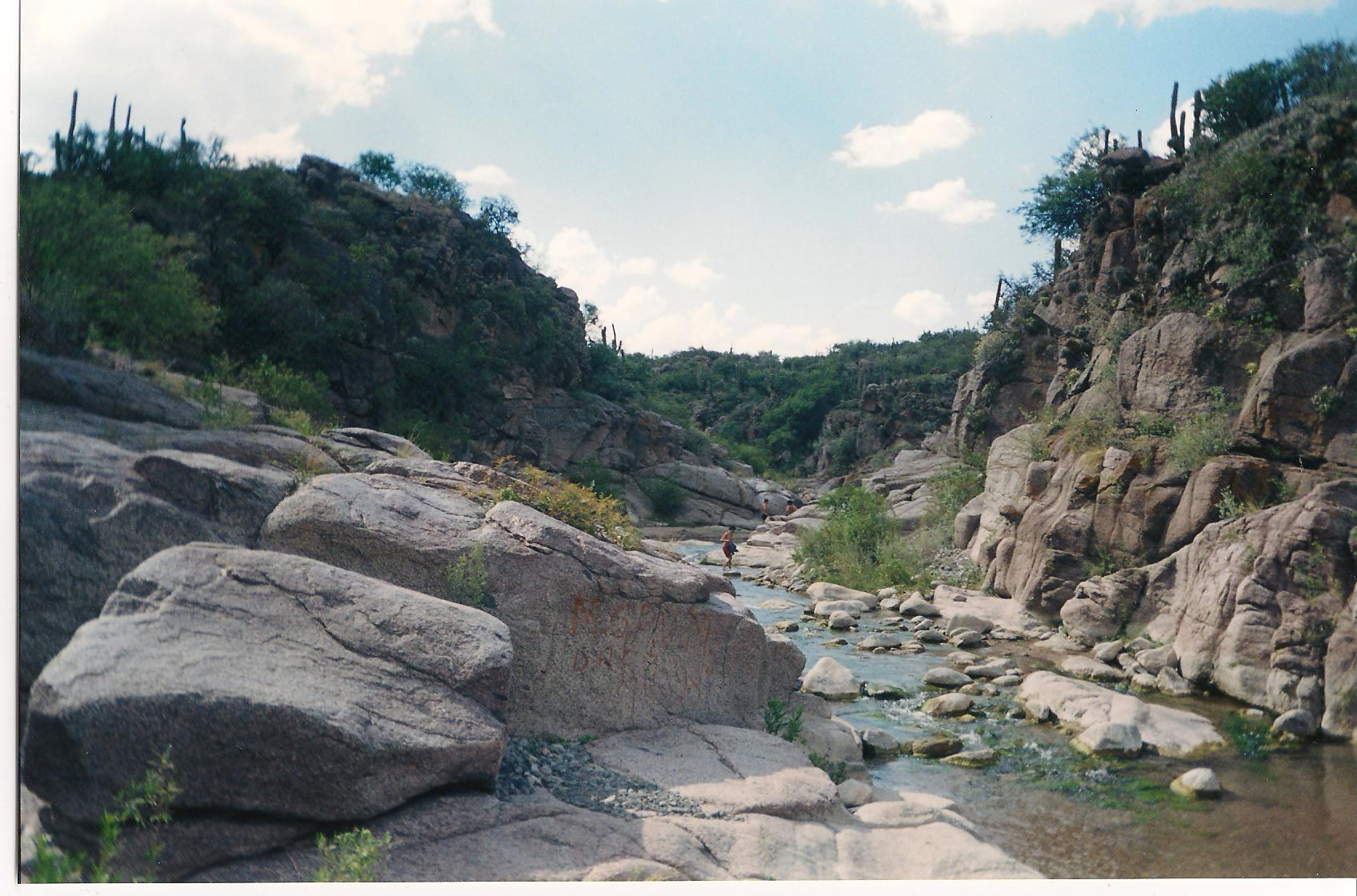
Río Las Tumanas, Valle Fértil, San Juan, Argentina

Las Tumanas es una pequeña localidad del departamento Valle Fértil, en la provincia de San Juan en la región cuyana argentina. Existen evidencias de antiguos pobladores prehispánicos, presumiblemente yacampis y de asentamientos jesuíticos. Actualmente la escasa población es de tipo rural semi dispersa.

## Ubicación
Las Tumanas está ubicada sobre la ruta Provincial 510 (San Juan), a unos 30 km hacia el sur de la localidad de San Agustín de Valle Fértil, a la vera del río homónimo. Se encuentra a a 219 km de la Ciudad de San Juan y a 1223 km de la Ciudad de Buenos Aires.

## Características
La zona presenta un paisaje netamente serrano, caracterizado por la abundante vegetación, favorecida por la presencia de ríos y arroyos de variable caudal y las grandes precipitaciones que se producen habitualmente en época estival. 
La pequeña comunidad tiene como principal actividad la cría de ganado caprino y en menor medida la agricultura familiar en pequeña escala. Hacia principios del año 2000, se estimaba que la población era de aproximadamente 40 personas.
Según algunas opiniones, el nombre deriva de la palabra quechua tumanagüil, que significaría monte sospechoso o más probablemente arroyo que da vueltas, aunque es verosímil que los antiguos pobladores de la región utilizaran la lengua kakán.

## Historia
Durante los primeros años del siglo XVII comenzaron en la zona los primeros establecimientos de cría de ganado, a partir de encomiendas o "mercedes" entregadas por el Gobernador de Chile. Estos establecimientos se consolidaron hasta formar la Estancia Las Tumanas, que fue donada a la Orden Jesuita en el año 1742. Según testimonios documentales, la estancia era una unidad productiva que incluía viñedos, sembrados de cereales, cultivo de frutas y hortalizas e instalaciones de elaboración de productos básicos. Con la expulsión de los jesuitas en 1776, las actividades fueron interrumpidas y la estancia fue abandonada.

## Puntos de interés turístico
- Quebrada del río Las Tumanas: El recorrido exclusivamente peatonal de carácter recreativo permite la observación de flora, fauna y el entorno serrano. En la zona es posible observar ejemplares de quebracho colorado de hasta 15 m de altura.[2]

- Los morteros: Se trata de un grupo de morteros tallados en una sola gran roca fija que se encuentran hacia el oeste de la Ruta 510 y a poca distancia del cauce del río Las Tumanas.[4]

- Ruinas Jesuíticas: Además de la documentación histórica, estas ruinas evidencian la presencia y la instalación de religiosos jesuitas en la zona pocos años antes de la expulsión de la Orden Jesuita del territorio americano. Dentro de un área de aproximadamente 200 m², subsiste un muro edificado con la técnica de cal y canto -piedras unidas con mortero- de unos 27 m de largo, 0.60 m de ancho y 1 m de altura.[5] Estas ruinas fueron declaradas Monumento Histórico Provincial mediante Ley 6285 del año 1992.[6]

## Servicios
Las Tumanas cuentan con servicios básicos, un parador y espacio para acampantes. Los recorridos a puntos de interés son guiados por pobladores de la zona.
Con cierta frecuencia, debido a las abundantes precipitaciones del verano, el desborde del río Las Tumanas provoca el corte de la Ruta 510 o incluso la destrucción parcial del sector que atraviesa el cauce. Hasta el año 2015, esta situación no había sido resuelta.